# Veerle Baetens
Pour les articles homonymes, voir Baetens.
Veerle Baetens, née le 24 janvier 1978 à Brasschaat (province d'Anvers), est une actrice et chanteuse belge.

## Biographie

### Jeunesse et formation
Veerle Baetens grandit dans la province d'Anvers. Elle étudie le piano dans une école de musique, puis le théâtre musical au Conservatoire royal de Bruxelles.

### Carrière d'actrice
Veerle Baetens obtient plusieurs rôles dans des pièces de théâtre et lance sa carrière à la télévision pour VTM. En 2005, elle remporte le prix musical John Kraaijkamp pour son rôle dans la version théâtrale de Fifi Brindacier. En 2008 elle remporte le prix de la meilleure actrice aux Vlaamse Televisie Sterren (nl) pour son interprétation dans la série Sara (en). Elle tient pendant trois ans le rôle du commissaire Hannah Maes dans la série Code 37.
Au cinéma, elle tourne dans Loft en 2008. En 2012, elle interprète Élise dans le film Alabama Monroe (The Broken Circle Breakdown). Ce rôle lui permet de se faire connaître au niveau international,. L'année suivante, elle est récompensée par le prix de la meilleure actrice (Best Actress in a Narrative Feature Film) au festival du film de Tribeca, puis remporte le prix du cinéma européen dans la catégorie « meilleure actrice européenne ». En 2019, elle est la partenaire de Guillaume Canet dans le film remarqué Au nom de la terre.

### Autres activités
En 2012, elle se lance dans la musique et devient chanteuse d'un groupe nommé Dallas qu'elle fonde avec Sandrine Collard. Dallas sort l'album Take It All en 2012. L'une des chansons figure sur la bande originale du film Alabama Monroe.
Outre en néerlandais, sa langue maternelle, elle a interprété des rôles en anglais et en français.

## Filmographie

### Réalisatrice
- 2023 : Débâcle (Het smelt).

### Actrice

#### Cinéma
- 2000 : Misstoestanden de Renaat Coppens : Fanny Kiekeboe.
- 2002 : Alias de Jan Verheyen : réceptionniste d'une agence de location de voiture.
- 2002 : Up (court métrage) de Jeroen Dumoulein et Dirk Verheye.
- 2004 : De kus de Hilde Van Mieghem : Rita.
- 2004 : De zusjes Kriegel de Dirk Beliën : Anne.
- 2004 : Romance (court métrage) de Douglas Boswell : Chantal.
- 2005 : Verlengd weekend de Hans Herbots : Lisa.
- 2006 : Tempête en haute mer (Windkracht 10: Koksijde Rescue) de Hans Herbots : Alex Breynaert.
- 2006 : Dennis van Rita de Hilde Van Mieghem : Barbara.
- 2008 : Loft d'Erik Van Looy : Ann Marai.
- 2008 : Lang Zullen Ze Leven (court métrage) de Hans Claes : Irna.
- 2008 : Samaritan (court métrage) de Douglas Boswell : l'infirmière.
- 2009 : Meisjes de Geoffrey Enthoven : l'infirmière.
- 2010 : Zot van A. de Jan Verheyen : Anna Reynders.
- 2010 : Yellow (court métrage) de Stijn Guillaume.
- 2011 : Hasta la vista de Geoffrey Enthoven : l'infirmière.
- 2011 : Code 37 de Jakob Verbruggen : Hannah Maes.
- 2012 : Alabama Monroe (The Broken Circle Breakdown) de Felix Van Groeningen : Élise Vandevelde.
- 2013 : Le Verdict (Het Vonnis) de Jan Verheyen : maître Teugels.
- 2014 : Halfweg de Geoffrey Enthoven : Nathalie.
- 2015 : Un début prometteur d'Emma Luchini : Mathilde Carmain.
- 2015 : Les Ardennes (D'Ardennen) de Robin Pront : Sylvie.
- 2016 : Des nouvelles de la planète Mars de Dominik Moll : Chloé.
- 2017 : Rabbit de Luke Shanahan : Nerida.
- 2018 : Bluebird de Jérémie Guez : Laurence.
- 2018 : Une sœur (court métrage) de Delphine Girard : l'opératrice.
- 2018 : Duelles d'Olivier Masset-Depasse : Alice Brunelle.
- 2019 : Au nom de la terre d'Édouard Bergeon : Claire Jarjeau.
- 2021 : Rookie de Lieven Van Baelen : Vero.
- 2021 : Dealer de Jeroen Perceval : Eva.
- 2021 : À l'ombre des filles d'Étienne Comar : Carole.
- 2023 : La Petite de Guillaume Nicloux : la mère de Rita.
- 2023 : Quitter la nuit de Delphine Girard : Anna.

#### Télévision

##### Séries télévisées
- 2003-2004 : Wittekerke (nl) : Els 'Rachel Cohen' Jacobs.
- 2004 : Patrouille 101 (Flikken) : Annick Lafaille.
- 2004 : Rupel , épisode 11 Het vluchthuis : Kathy Bergmans.
- 2004 : Costa!, saison 3, épisode 6 Zon, zee, sex & tweede kansen de Robin Pera : Veerle.
- 2004 : Sprookjes.
- 2007-2008 : Sara (en) : Sara De Roose.
- 2009-2012 : Code 37 : Hannah Maes.
- 2013 : The White Queen (mini-série) : Marguerite d'Anjou.
- 2014-2016 : Cordon (saisons 1 et 2) : Katja.
- 2015 : The Team : Alicia Verbeeck.
- 2016 : Au-delà des murs (mini-série) de Hervé Hadmar : Lisa.
- 2017 : Tabula Rasa : Annemie D'Haeze (Saison 1, 9 épisodes) - également créatrice..
- 2020-2021 : Cheyenne & Lola (série OCS) : Cheyenne.
- 2021 : Lockdown, épisode 1 Zuur de Robin Pront : Kim.
- 2024 : Plaine orientale de Pierre Leccia.

## Distinctions
- 2013 : prix de la Meilleure actrice du film narratif au Festival du film de TriBeCa pour Alabama Monroe.
- Prix du cinéma européen 2013 : Meilleure actrice pour Alabama Monroe.
- 2016 : Magritte de la meilleure actrice pour Un début prometteur.
- 2020 : Magritte de la meilleure actrice pour Duelles.